# Lee Sungboo
Pour les articles homonymes, voir Lee.
Yi Seong-bu (hangeul : 이성부), né le 22 janvier 1942 à Gwangju dans la province de Jeolla du Sud et mort le 28 février 2012, est un poète et romancier sud-coréen.

## Biographie
Yi Seong-bu est né le 22 janvier 1942 à Gwangju dans la province du Jeollanam-do. Alors qu'il n'était encore que lycéen à Gwangju, ses œuvres ont été récompensées dans un concours littéraire parrainé par le journal Jeonnam Ilbo en 1959. Il est devenu plus tard membre des groupes littéraires « Taegwang » et « Sunmunhak » et a étudié sous la direction de Kim Hyun-seung. Il est diplômé de l'université Kyung Hee avec un diplôme en littérature coréenne, et a travaillé pour le journal Hankook Ilbo.  
Il est décédé le 28 février 2012.

## Œuvre
L'Institut coréen de traduction littéraire (LTI of Korea) résume son œuvre de cette manière : 
La majorité des œuvres de Lee Seongbu, en particulier les pièces écrites dans les années 1960 et 1970, tirent leur origine du désir du poète de donner la parole aux exclus de la société. Ainsi, la colère reflétée dans ses poèmes provient de ses expériences dans le monde extérieur plutôt que de sa psyché intérieure ou de la nature. Ces écrits visent ainsi à exprimer la vie des gens ignorés et bafoués à travers l'histoire. Les images comme celles des « ténèbres » ou de la « nuit » apparaissent souvent dans ses poèmes ; elles traduisent à la fois l'acceptation de la répression mais avec la volonté de la surmonter. Comme on peut le remarquer dans son poème Nuit blanche (Nuntteun bam), l'image de la « nuit » n'est pourtant pas toujours représentée négativement. Quand l'auteur évoque l'amour et la compréhension qu'il a pour les réprimés, l'image de la « nuit » se transforme en un temps et en lieu de célébration.
Le poète a également affirmé que la colère envers la répression provient de son expérience de la souffrance et de l'adversité, choses inhérentes à la vie elle-même. Ainsi, à travers cette « persévérance » face aux épreuves de la vie, l'homme peut être doué de compassion et d'amour pour ceux qui ont été refoulés et ignorés tout au long de l'histoire. Le poète affirme également que la vraie manière de surmonter la tristesse et la défaite est de l'assimiler comme une chose faisant partie de la vie. Ses poèmes sont connus pour leur style singulier, qui narre aux lecteurs les phénomènes du monde extérieur pour mieux mettre en lumière la vie du monde intérieur.

## Récompenses
- Prix de littérature contemporaine (Hyundae Munhak) en 1970
- Prix Daesan en 2001 pour Le Mont Jiri
- Prix Gongcho en 2010 pour 백비(白碑) Une stèle blanche